# 超狗神探 (電影)
《超狗神探》是一部2025年上映的美國超級英雄喜劇电脑动画電影，改編自戴夫·皮爾奇創作的兒童圖像小說系列《超狗神探》。該片由夢工廠動畫製作，环球影业發行，這部電影是2017年電影《內褲隊長》的衍生作品，同時也是《內褲隊長》系列的第二部電影。電影由彼得·黑斯廷斯（Peter Hastings）編劇並執導，配音陣容包括皮特·戴维森、李利·萊爾·豪艾里、艾拉·費雪、柳波、斯蒂芬·魯特、比利·包依德和瑞吉·葛文。
此改編電影的製作由夢工廠動畫於2020年12月宣布，並確定海斯廷斯執導，這是他在製作電視動畫影集《內褲隊長歷險記》（2018–2020年）期間提案的延伸作品。2024年1月，凱倫·福斯特（Karen Foster）加入擔任製片人，並於同年9月公布了演員陣容。
《超狗神探》於2025年1月15日在法國阿尔普迪埃兹的阿爾卑斯影展上首映，並於1月31日在美國上映，收到了影評人的普遍正面評價。

## 配音員
- 彼得·黑斯廷斯（英语：Peter Hastings (director)） 飾 超狗神探（Dog Man），與原作一致，超狗神探不會說話，黑斯廷斯提供他的吠聲和其他表達方式。[6]
- 皮特·戴维森 飾 佩蒂（Petey）[7][8]
- 盧卡斯·霍普金斯 飾 小佩蒂（Li'l Petey）[7][8]
- 李利·萊爾·豪艾里 飾 警長（Chief）[7][8]
- 艾拉·費雪 飾 莎拉·哈托夫（Sarah Hatoff）[7][8]
- 柳波 飾 巴特勒（Butler）[7][8]
- 斯蒂芬·魯特 飾 格蘭帕（Grampa）[7][8]
- 比利·包依德 飾 希莫斯（Seamus）[7][8]
- 瑞吉·葛文 飾 弗利比魚（Flippy the Fish）[7][8]
- 梅莉莎·維拉塞諾（英语：Melissa_Villaseñor） 飾 房地產經紀人

## 製作
2020年12月9日，夢工廠動畫宣布，基於《內褲隊長》外傳漫畫系列《超狗神探》將開發電影，並由彼得·海斯廷斯擔任導演，這是他在《內褲隊長歷險記》（2018–2020年）中積累的經驗後的又一合作。2024年1月29日，隨著公開發佈日期，夢工廠宣布凱倫·福斯特將擔任製片人。
2024年9月17日，隨著首支預告片的發布，電影的配音陣容公開。
2023年10月6日，該片確認將於2025年上映，同時確認《超狗神探》和《蓋比的娃娃屋電影版》將完全由合作工作室進行動畫製作（除索尼影像工作室外，後者被列為《壞蛋聯盟2》的動畫合作夥伴）。

### 動畫製作
與《內褲隊長》由Mikros Image和Technicolor Animation Productions負責動畫製作不同，本片的動畫製作由Jellyfish Pictures負責，該公司曾負責夢工廠的《馴龍高手：歸家》（2019年）和《奔馳吧！小馬王》（2021年）等動畫製作，並為《魔髮精靈唱遊世界》（2020年）、《寶貝老闆：家大業大》（2021年）、《壞蛋聯盟》（2022年）以及《功夫熊貓4》（2024年）提供額外的動畫製作資源。奈特·維拉格擔任製作設計師。

### 音樂
本片的原聲音樂由湯姆·浩威作曲。

## 行銷
2024年5月，宣布Jakks Pacific及其服裝部門Disguise與達夫·皮基（Dav Pilkey）達成合作，推出基於《超狗神探》電影和漫畫系列的周邊商品。一本以電影藝術為主題的書籍於2024年12月10日由Abrams Books出版。2024年9月17日，電影的官方預告片發布。

## 發行
《超狗神探》於2025年1月15日在法國阿爾卑斯山的阿爾卑斯高地電影節世界首映，並於2025年1月31日在美國上映。2025年1月24日，即上映前一週，DreamWorks宣布，與夢工廠電影《壞蛋聯盟》相關的短片《小謊言與藉口》將在影院中與《超狗神探》一起播放；此短片也作為即將上映的電影《壞蛋聯盟2》的宣傳片，該片將於當年8月1日上映。
作為環球影業與Netflix長期合作協議的一部分，該片將在Peacock上播放四個月，之後轉至Netflix播放十個月，再回到Peacock播放剩餘四個月。

## 迴響

### 票房
《超狗神探》將與《完美伴侶》和《英勇一號》同日上映，預計在開畫周末從3,800家影院收穫2000萬至3000萬美元的票房收入，部分預測可能高達4000萬美元。
| 上一届： 《高空殺機》 | 2025年美國週末票房冠軍 第5-6週 | 下一届： 《美國隊長：無畏新世界》 |

### 評價
在评论汇总网站爛番茄上，100位評論家的評價中有81%為正面，觀眾的好評度為86%，平均得分4.4／5。Metacritic根據22位評論家的評價，給予電影66分（滿分100分），顯示出「普遍好評」。

## 外部連結
- 官方網站
- 互联网电影数据库（IMDb）上《超狗神探》的资料（英文）
- Metacritic上《超狗神探》的資料（英文）
- 爛番茄上《超狗神探》的資料（英文）
- Box Office Mojo上《超狗神探》的资料（英文）
- AllMovie上《超狗神探》的资料（英文）
- 開眼電影網上《超狗神探》的資料（繁體中文）
- 豆瓣电影上《超狗神探》的資料 （简体中文）